# Следзінський Вікентій Олександрович

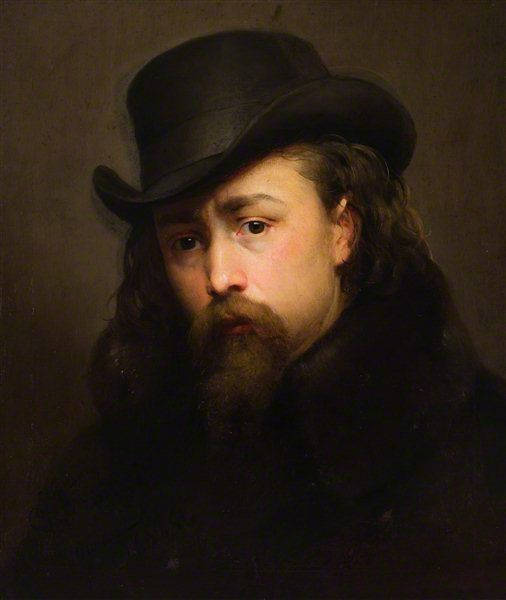
Автопортрет (1862)

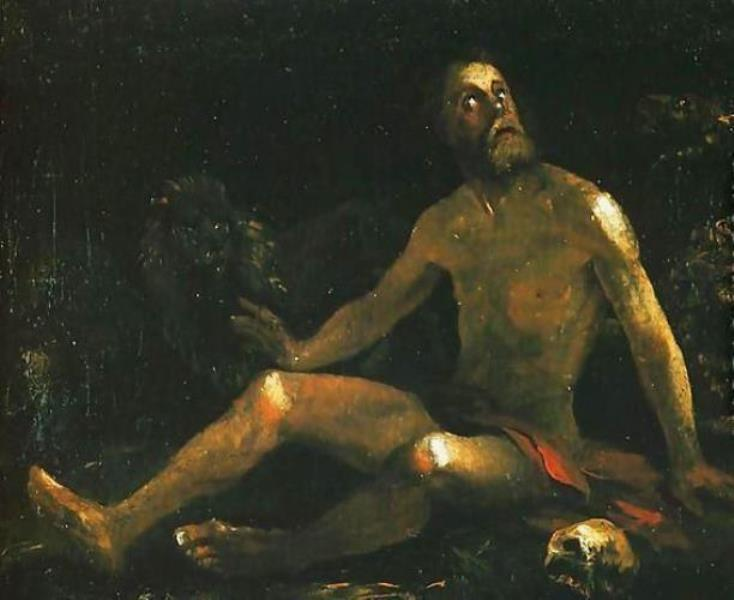
Вікентій Слендзінський «Даниїл у рові лева». Галерея Слендзінських у Білостоку.

Вікентій Олександрович Слендзінський (пол. Wincenty Sleńdziński; лит. Vincas Slendzinskis; 2 січня 1838, Скрябіно, Каунаський повіт — 19 (6) серпня 1909, Вільно) — польський живописець і піаніст, син художника Олександра Слендзінського, батько художника Людомира Слендзінського.

## Біографія
Народився в 1838 році в багатодітній родині, в якій виховувалося шестеро дітей. У дитинстві Вікентій проживав із сім'єю в селі Гміна Барцяни і Бояришках над річкою Невежис, а також у маєтку Красний Двір (лит. Raudondvaris) під Каунасом. Перші уроки живопису отримав від батька, художника Олександра Слендзінського. У період з 1808 по 1822 роки сім'я жила у Вільно, в будинку, який знаходився на вулиці Великій, 15. Там їх відвідував поет Адам Міцкевич. Вікентій брав уроки гри на фортепіано у Станіслава Монюшка, натомість, Олександр Слендзінський вчив дочку композитора малюванню. Сам Вікентій займався живописом під керівництвом Канута Русецького, який, як і Олександр Слендзінський, був учнем Яна Рустема і продовжувачем традицій віленської школи живопису.

### Навчання в Москві
У 1856 році Вікентій Слендзінський разом із другом, також майбутнім художником, Міхалом Андріолі, розпочали навчання в Московському училищі живопису, скульптури та архітектури, де викладачем працював земляк Вікентія — художник Сергій Зарянко. Також наставником В. Слендзінського був російський живописець Олексій Саврасов.

### Навчання в Санкт-Петербурзі
У 1859 році Вікентій Слендзінський, знову разом із Міхалом Андріолі, розпочали навчання в Імператорській Академії мистецтв. За результатами навчання, Вікентій двічі був нагороджений медалями — 2-га срібна медаль Академії мистецтв в 1858 році і 1-ша срібна медаль в 1859 році за етюд «Даниїл у рові лева». Цю роботу згодом придбав граф Бенедикт Тишкевич. У 1861 році Вікентій був удостоєний звання класного художника 3 ступеня. Творча кар'єра Слендзінського могла б бути дійсно успішною, якби не участь в антиурядовому повстанні.

### Вигнання

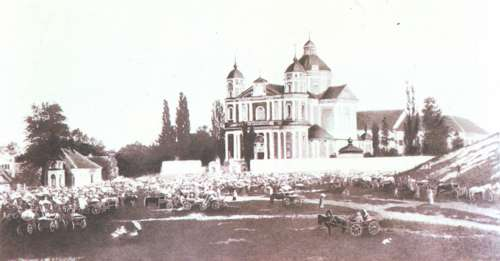
Фото Вікентія Слендзінського — Петрівський ярмарок в районі Антакальніс у Вільно, 1892 рік.

Вікентій Слендзінський брав участь у таємному русі, який підтримував тісні відносини з Литовським провінційним комітетом. За участь у Січневому повстанні 1863 року, після повернення до Литви, він був заарештований поблизу Біржаю. Болеслав Колиско, художник родом із Ковенського повіту, з яким Слендзінський і Андріолі жили в Москві в одній квартирі, був засуджений до смертної кари, один із їхніх соратників — Юліан Черновський — був відправлений на 12 років на каторгу, а разом із ще одним учасником повстання, студентом Московської медичної академії Фердинандом Боричевським, Вікентій Слендзінський 19 листопада 1863 року за рішенням суду був засланий у Княгиніно Нижньогородської губернії під суворим наглядом поліції. 9 січня 1864 року віленський генерал-губернатор Михайло Муравйов-Віленський (1796—1866) підтвердив рішення, і засуджені вирушили на заслання в призначене місце.
У 1867 році російська влада дала дозвіл Слендзінському на перебування в Харкові, де художник пробув до 1872 року, коли отримав дозвіл на повернення. Звідти він переїхав до Кракова, де познайомився з Яном Матейко. Пізніше переселився до Дрездена, де жив у письменника Юзефа Ігнація Крашевського, творчість якого високо цінував. Завдяки Крашевському і філософу Августу Цешковському, Слендзінський познайомився з відомими польськими меценатами мистецтва, які робили йому замовлення на портрети — графом Яном Дзялинським, Юзефом Мельжинським і графом Квілецьким. Займався реставрацією полотен із зібрання Дзялинського в замку Курника і вивченням спадщини старих майстрів європейського живопису Дрезденської картинної галереї. У 1875 році знову був відправлений до Харкова.

### Повернення до Вільно
Пробувши 20 років у вигнанні, завдяки імперській амністії, в 1883 році В. Следзінський повернувся до міста Вільно. Одружився з Анною Больцевич, вдовою фотографа Йосифа Чеховича. Займався реставрацією фресок і живописних творів віленських церков, в тому числі костелу святого Варфоломія. Писав портрети, в тому числі Адама Гонорія Кіркора, релігійні картини, зокрема, в костелі святого Казимира у Вільнюсі і в костелі святих Якова і Філіпа в Лукішках, фрески в каплиці на кладовищі Расу (на замовлення віленського лікаря Гілярія Радушкевича, статського радника і господаря однойменного неоготичного палацу, що зображують самого замовника в оточенні чотирьох Євангелістів).
Вікентій Слендзінський помер у 1909 році, на 72-му році життя, і був похований на Бернардинському кладовищі у Вільно.

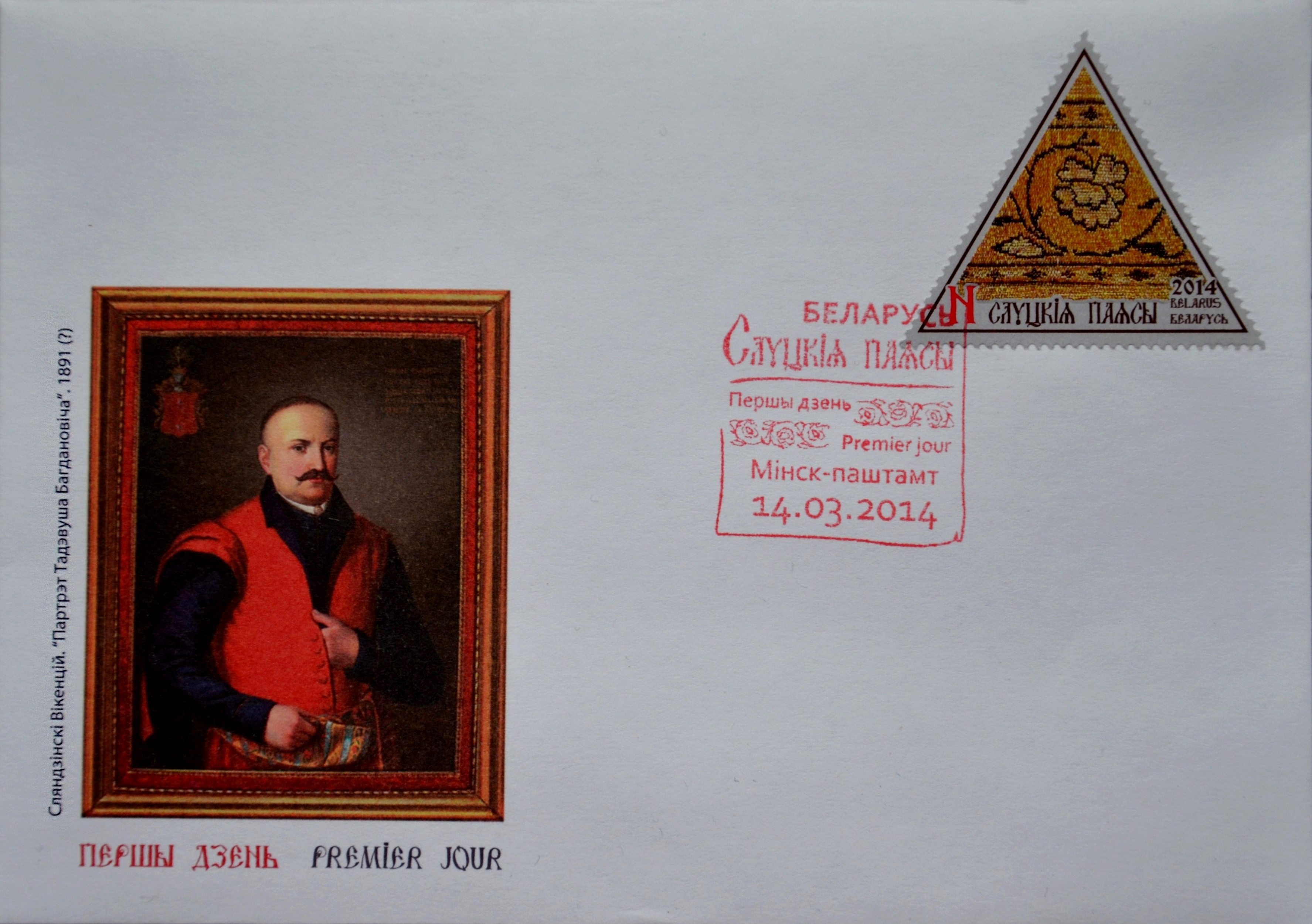
Конверт Республіки Білорусь 2014 року з репродукцією портрета шляхтича Тадеуша Богдановича авторства Вікентія Слендзінського (1891?)

## Творчість
Вікентій Слендзінський створював портрети, пейзажі, жанрові картини, працював над історичною тематикою Литви. Був автором релігійних картин, розписував церкви в Москві, Друскінінкаї, Пінську, Вільно і Янові, а також займався реставрацією. Творча спадщина зустрічається по колекціях різних країн. Збереглися відомості про такі його твори:
- «Литовські діти» (1873)
- «Дівчина в білій сукні» (1874)
- «Дівчина, що стоїть у дверях» (1879)
- «Лісовий пейзаж» (1884)
- «Сад бернардинців» (1886)
- «Вежа Гедиміна» (1891)

У 1898 році брав участь у колективній виставці живопису у Вільно з картиною «Вид на Остру браму».

## Галерея

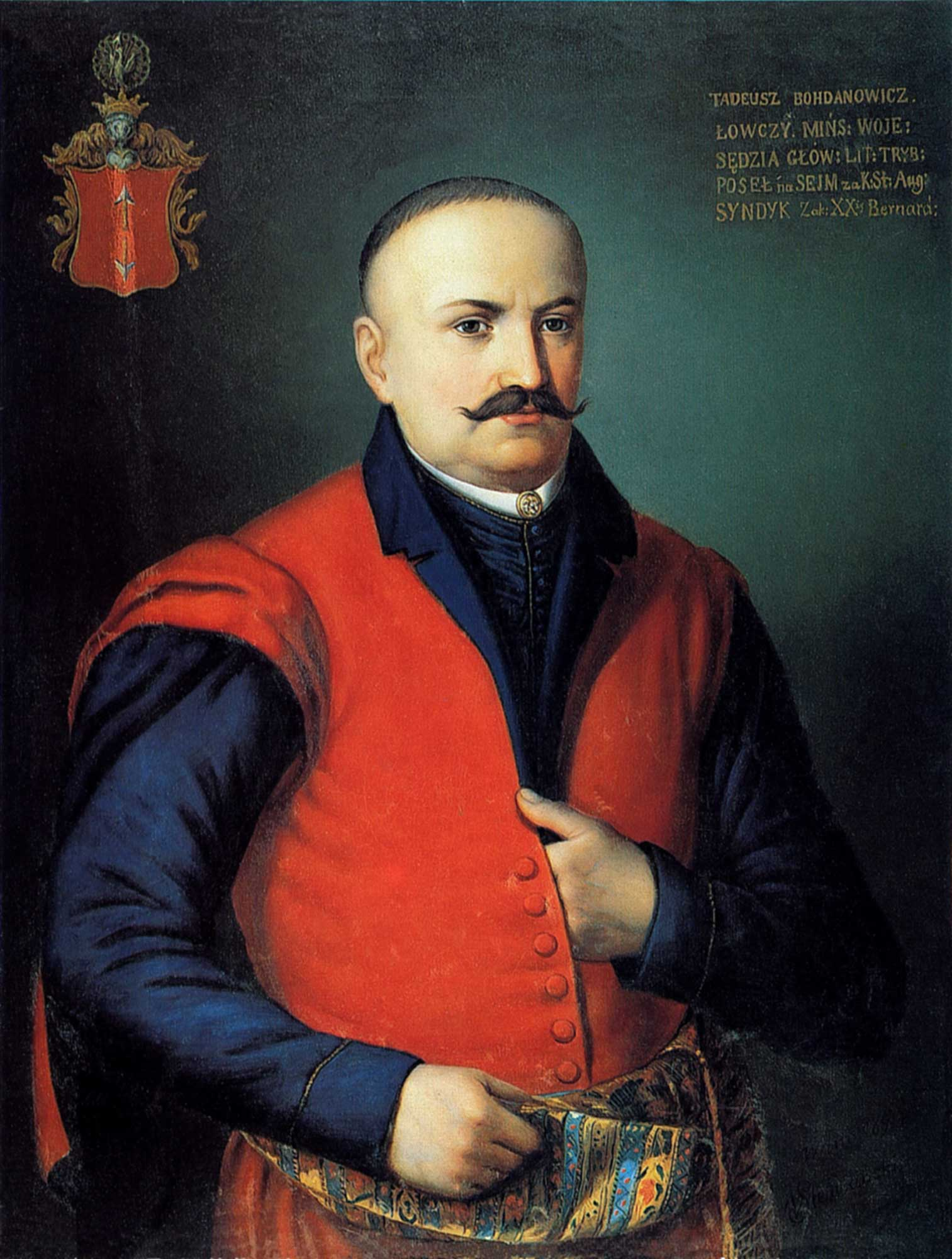
Портрет Тадеуша Богдановича. 1891 (?)
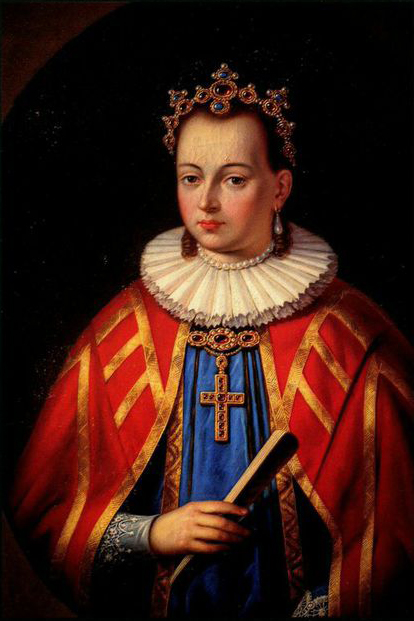
Портрет Єлизавети Євфимії Радзивіл (Вишневецької), 1884
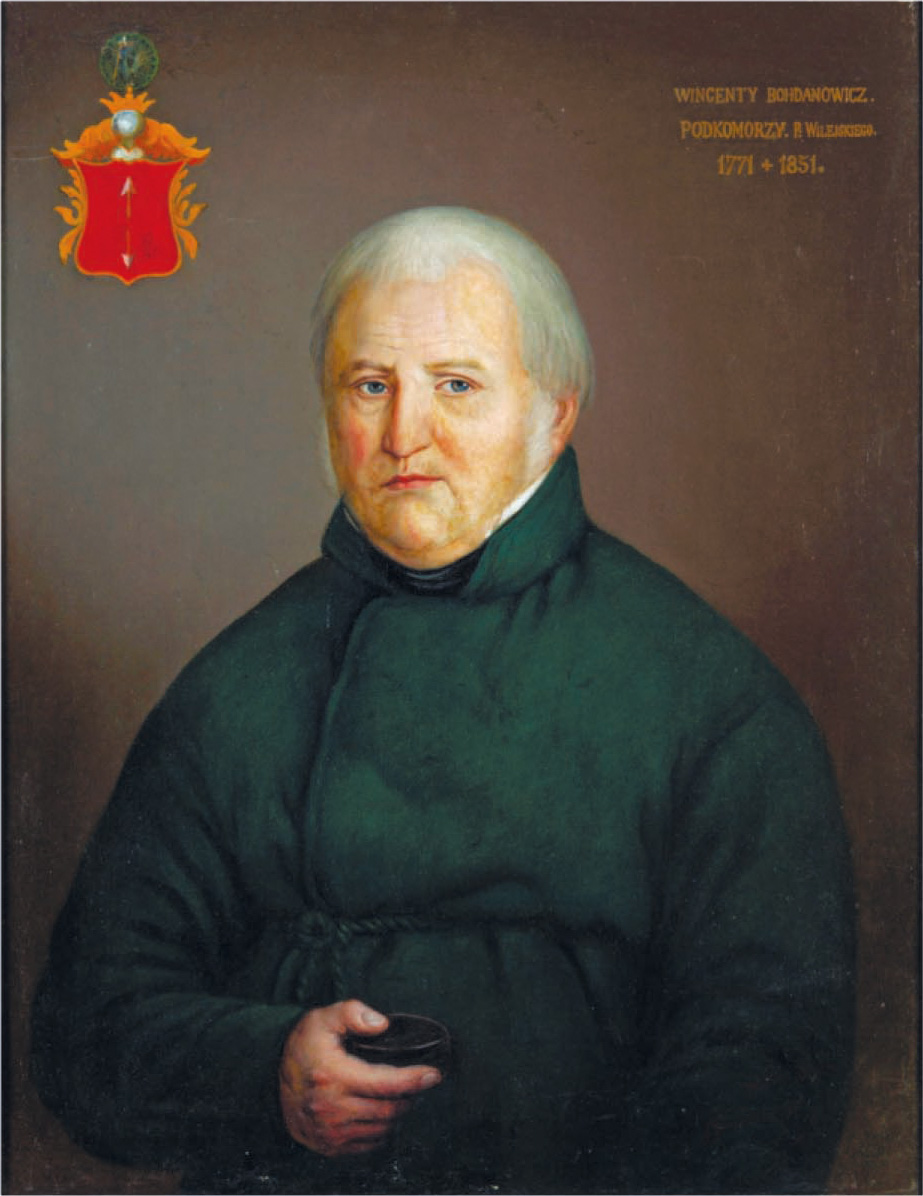
Портрет Вікентія Богдановича
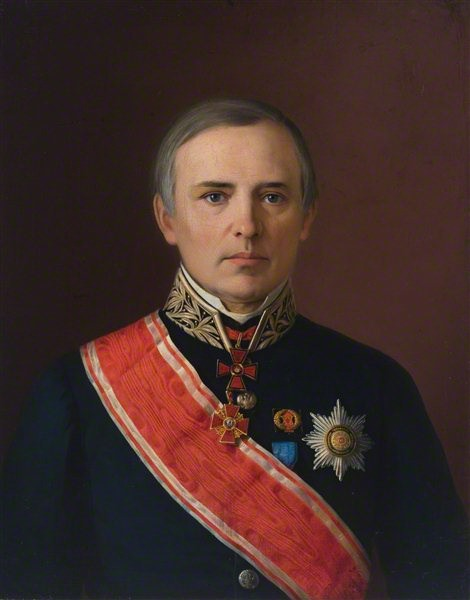
Портрет Наполеона Дем'яновича Галицького, 1868, Художній музей Литви
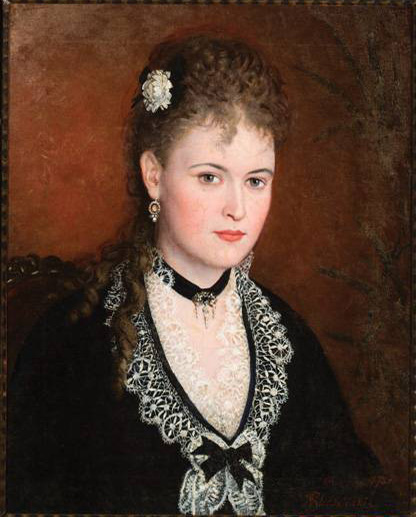
Портрет дами, 1878
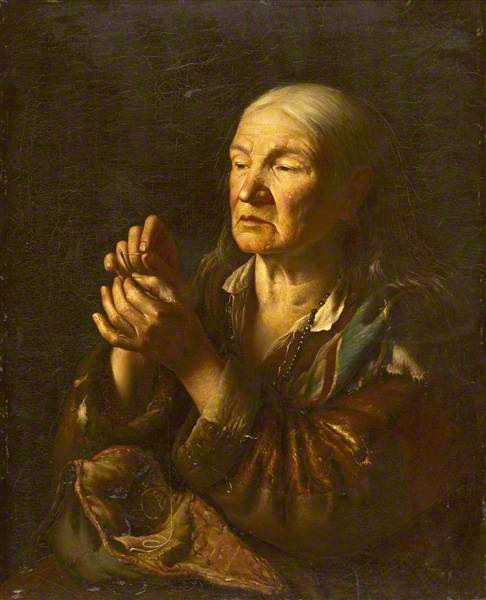
«Бабуся, котра просилює нитку», 1860, Художній музей Литви
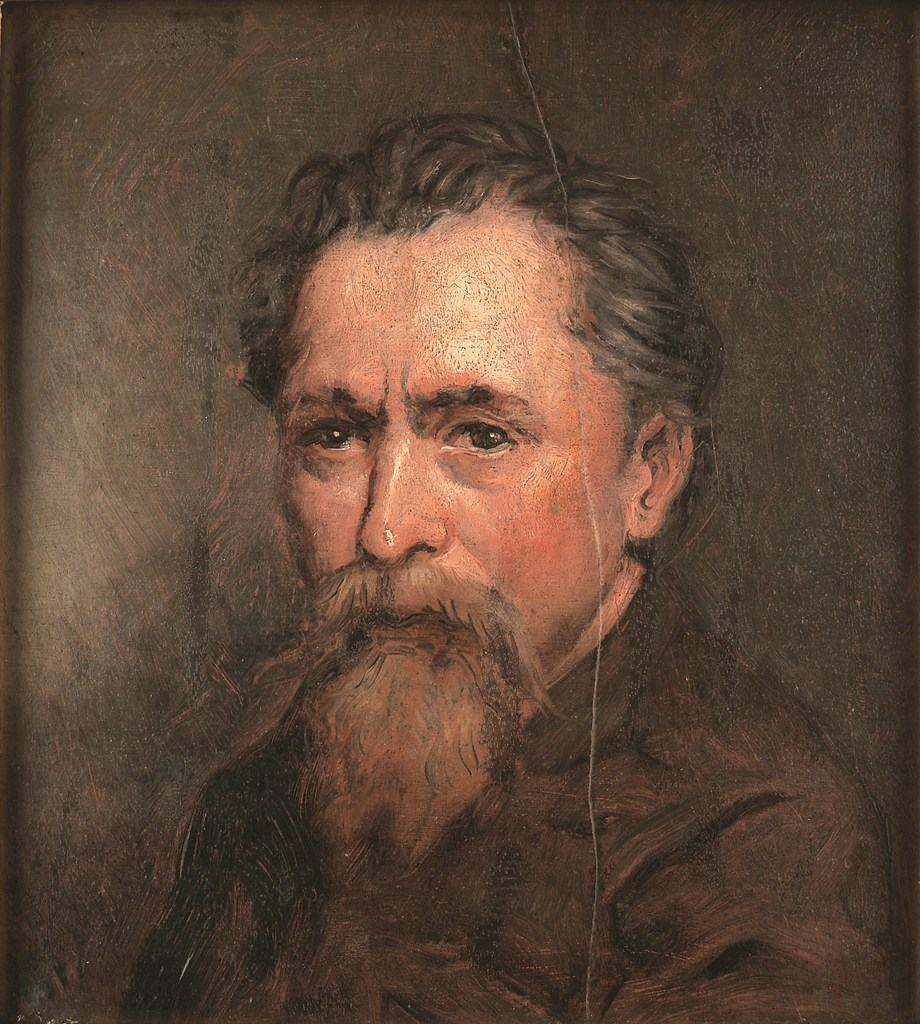
Автопортрет. Галерея Слендзінських у Білостоку.
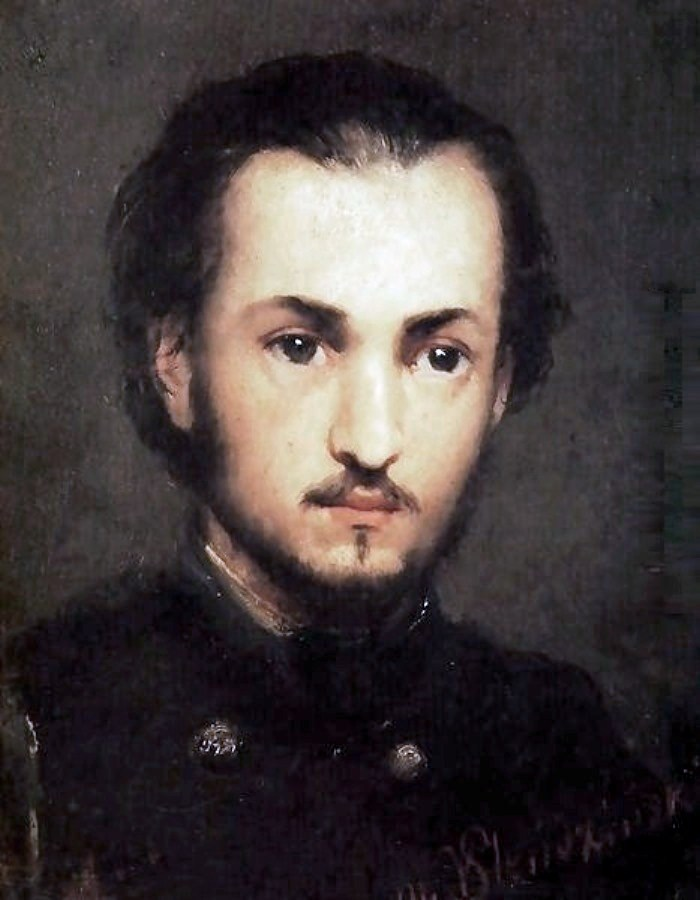
Портрет Орловського. Галерея Слендзінських у Білостоку.
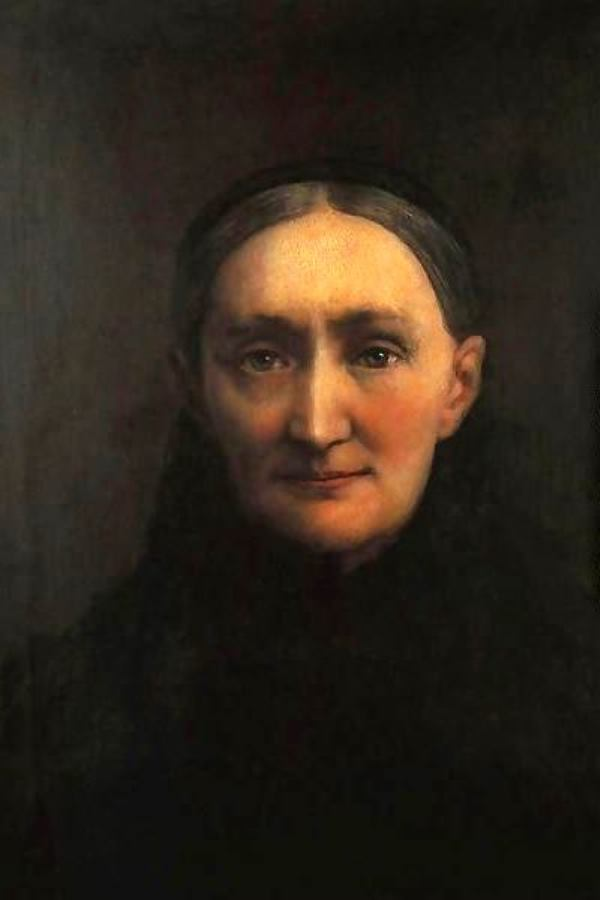
Портрет Рози Верещинської-Місевич. Галерея Слендзінських у Білостоку.
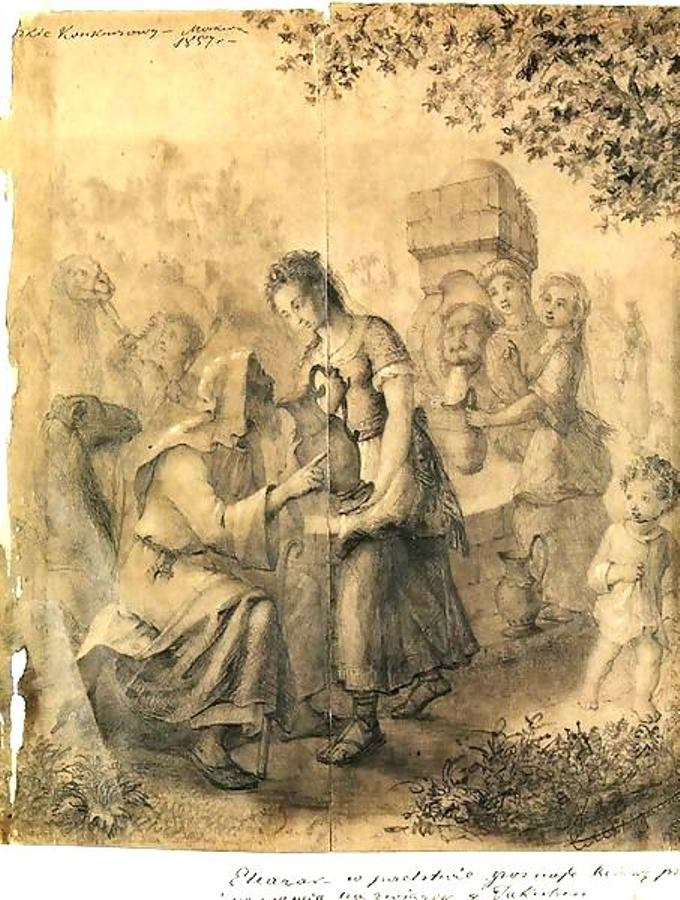
«Єлеазар». Галерея Слендзінських у Білостоку.